# M4 (Moldavië)
De M4 is een hoofdweg in het oosten van Moldavië met een lengte van 178 kilometer. De weg loopt van Tiraspol via Dubăsari en Rîbnița naar de grens met Oekraïne. In Oekraïne loopt de weg als T 02 25 verder naar Pisjtsjanka. De M4 ligt in de de facto onafhankelijke republiek Transnistrië. Daardoor heeft de Moldavische overheid geen zeggenschap over de weg.
M1 · 
M2 · 
M3 · 
M4 · 
M14 · 
M21